# زالبورگ-ابرزدورف
شهر زالبورگ-ابرزدورف (به آلمانی: Saalburg-Ebersdorf) در ایالت تورینگن در کشور آلمان واقع شده‌است.